# Joaquim de Santa Rosa de Viterbo
Frei Joaquim de Santa Rosa de Viterbo (Gradiz, Guarda, 13 de Maio de 1744 – Santo Cristo da Fraga, Sátão, Viseu, 13 de Fevereiro de 1822), foi um historiador e religioso franciscano da Província da Conceição, pregador na sua ordem, cronista da província, notário apostólico, sócio correspondente da Academia Real das Ciências de Lisboa. A sua obra mais conhecida é Elucidário, publicada em 1798.

## Biografia
Joaquim de Santa Rosa de Viterbo nasceu no distrito da Guarda, em 13 de Maio de 1744. Aprendeu latim e entrou para a Ordem Regular Franciscana, onde se dedicou às investigações históricas, nomeadamente de antiguidades portuguesas.
Foi professor na Ordem de São Francisco e, após ter sido nomeado para o cargo de notário apostólico, em 1791, e por carta régia de D. João VI Frei Joaquim de Santa Rosa de Viterbo passou a ter acesso a todos os arquivos e bibliotecas de Portugal, de onde se destaca a Torre do Tombo. O seu trabalho valeu-lhe o título de cronista da ordem a que pertencia.
Ao longo dos anos,  Frei Viterbo sentiu a necessidade de elaborar um trabalho que o auxiliasse na interpretação de livros e documentos antigos, ao estilo de o Glossarium mediae et infimae Latinitatis, da autoria do filólogo francês Du Cange. Aquele trabalho seria publicado em 1798, com a particular designação de Elucidario das palavras, termos e phrazes, que em Portugal antigamente se usaram, e que hoje regularmente se ignoram: obra indispensável para entender sem erro os documentos mais raros e preciosos que entre nós se conservam. Publicado em beneficio da litteratura portugueza, e dedicado ao Principe Nosso Senhor. Esta obra seria, no entanto, alvo de críticas por, eventualmente, conter defeitos e inexactidões.
Frei Viterbo foi membro da Academia Real das Ciências, desde 1803. Os últimos anos da sua vida foram passados no Convento do Senhor Santo Cristo da Fraga, no distrito de Viseu, onde morrerá, em consequência de um ataque apoplético.

## Obras
- Elucidario das palavras, termos e phrazes, que em Portugal antigamente se usaram, e que hoje regularmente se ignoram: obra indispensável para entender sem erro os documentos mais raros e preciosos que entre nós se conservam. Publicado em beneficio da litteratura portugueza, e dedicado ao Principe Nosso Senhor, (1798). Publicado na imprensa.
- Sermões Apostólicos e Originariamente Portugueses, (1791). Publicado na imprensa.
- Deixou ainda vários manuscritos:[3]
  - Botica rural. Manuscripto.
  - Thesouro da misericórdia divima e humana. Manuscripto.
  - Apparatus ad Universam theologiam. Manuscripto.
  - Companheiro fiel, etc. Manuscripto.
  - Compendio do diccionario de Moreri, com varias addicções e notas, etc. Manuscripto.
  - Resumo do viajante universal. Manuscripto.
  - História Universal e Cronológica da Igreja de Portugal, da qual só deixou ordenado o prólogo[4]